# Global Street Party 98
Global Street Party 98 konaná 16. května 1998 v Praze byla protestní akce pořádaná anarchistickým hnutím Global Street Party, která vyústila v násilné protesty a střety s policií, během kterých bylo zraněno několik desítek lidí, vyrabováno několik obchodů a poškozen veřejný majetek. Míra násilí jak ze strany demonstrantů, tak policie vyvolala ohlasy médií i politiků.
Během dalších měsíců bylo zorganizováno několik obdobných shromáždění, které vyústily v několikatisícovém protestu během zasedání MMF v roce 2000.